# Howard Hanson
Howard Harold Hanson (* 28. Oktober 1896 in Wahoo, Nebraska; † 26. Februar 1981 in Rochester, New York) war ein US-amerikanischer Pianist, Dirigent und Komponist.

## Leben
Hanson wuchs als Sohn schwedischer Einwanderer in einer kleinen lutherischen Gemeinde in Nebraska auf. Er studierte am Institute of Musical Art in New York Klavier bei James Friskin und Komposition bei Percy Goetschius.
Ein Lehrauftrag brachte ihn nach Illinois, wo er an der Northwestern University als kaum Zwanzigjähriger sein Studium absolvierte. Bereits zwei Jahre später übernahm er einen Lehrposten am Conservatory of Fine Arts in Kalifornien, wo er Musiktheorie und Komposition unterrichtete und 1921 Dekan wurde. Im selben Jahr gewann er für sein Ballett Californian Forest Play den Preis der American Academy in Rome (nicht zu verwechseln mit dem Prix de Rome des Pariser Konservatoriums!).
Hanson lebte anschließend drei Jahre in Rom. 1924 begegnete er in New York dem Unternehmer George Eastman, dem Gründer der namhaften Eastman School of Music. Das Treffen sollte sich als schicksalhaft erweisen, denn es folgte ein Ruf an die Universität als Leiter der Musikabteilung. Von 1924 bis 1964 leitete Hanson das Institut.
Hanson erhielt im Laufe seines Lebens bedeutende Preise, unter anderem den Pulitzer-Preis für Musik für seine vierte Sinfonie. 1935 wurde er in die American Academy of Arts and Letters aufgenommen. 1950 wurde er in die American Philosophical Society und 1961 in die American Academy of Arts and Sciences gewählt. In Hansons Tonsprache fließen eine romantische Grundhaltung mit dem Flair der amerikanischen Nordstaaten sowie einem Anklang an die Sinfoniker Nordeuropas, insbesondere Jean Sibelius, zusammen.
Howard Hansons Schaffen als Dirigent war nicht nur seinen eigenen Kompositionen verpflichtet. Als Direktor der Eastman School of Music in Rochester (New York), und als Chefdirigent des Eastman Rochester Orchestra führte er häufig andere amerikanische Komponisten auf, darunter Samuel Barber, John Alden Carpenter, Morton Gould, Charles Tomlinson Griffes, John Knowles Paine, Walter Piston und William Grant Still. Einige dieser Aufführungen sind heute noch auf Schallplatte oder CD erhalten. Von besonderer Bedeutung sind seine Aufnahmen für das Label Mercury Records.
Das Seitenthema des Kopfsatzes aus seiner 2. Sinfonie („Romantische“) fand Verwendung als Filmmusik im Finale und Abspann des Science-Fiction-Films Alien – Das unheimliche Wesen aus einer fremden Welt.

## Werke

### Werke für Orchester
- 1920 Symphonic poem "Before the Dawn"
- 1922 Symphony No. 1 "Nordic" e-minor opus 21
  1. Andante solene – Allegro con forzo
  2. Andante teneramente, con semplicita
  3. Allegro con fuoco
- 1923 Symphonic poem "Lux aeterna" with viola obbligato
- 1926 Concerto for organ and Orchestra, op. 27 (orchestriert von Bernhard Kaun)
- 1926 Symphonic poem "Pan and the Priest" with piano obbligato (orchestriert von Bernhard Kaun)
- 1930 Symphony No. 2 "Romantic" opus 30
  1. Adagio – Allegro moderato
  2. Andante con tenerezza
  3. Allegro con brio
- 1937 Symphony No. 3 a-minor  opus 33
  1. Andante lamentando-agitato
  2. Andante tranquillo
  3. Tempo scherzando
  4. Largamente e pesante
- 1943 Symphony No. 4 "The Requiem" opus 34
  1. Kyrie – Andante inquieto
  2. Requiescat – Largo
  3. Dies irae – Presto
  4. Lux aeterna – Largo pastorale
- 1954 Symphony No. 5 "Sinfonia sacra" opus 43
- 1968 Symphony No. 6
  1. Andante
  2. Allegro Scherzando
  3. Adagio
  4. Allegro Assai
  5. Adagio
  6. Allegro
- 1977 Symphony No. 7 "A Sea Symphony" on poems of Walt Whitman for chorus and orchestra
  1. The Unbounded Sea – Largamente
  2. The Untold Want – Adagio
  3. Joy, Shipmate, Joy! – Allegro molto – Molto meno mosso

### Werke für Blasorchester
- 1955 Chorale and Alleluia
- 1967 Centennial March
- 1972 Dies Natalis
- 1972 Young Person's Guide to the Six-tone Scale for Piano, Winds, and Percussion
- 1975 Laude: Chorale, Variations and Metamorphoses on Psalm 150
- Merry Mount Suite for Band, op. 31
  1. Overture
  2. Children’s Dances
  3. Love Duet
- Variations on an ancient Hymn

### Vokal- und Chormusik
- 1915 3 Songs from Walt Whitman
  1. The Untold Want
  2. Portals
  3. Joy! Shipmate, Joy!
- 1925 The Lament for Beowulf opus 25, für Chor und Orchester (orchestrated by Bernhard Kaun)
- 1935 Songs from Drum Taps opus 32, für Bariton, Chor und Orchester
- 1949 The Cherubic Hymn opus 37, für Chor und Orchester
- 1952 How Excellent Thy Name opus 41, für Frauenchor und Klavier
- 1957 Song of Democracy für Chor und Orchester
- 1963 Song of Human Rights für Chor und Orchester
- 1965 Psalm CL für Männerchor
- 1968 Psalm CXXI für Bariton, Chor und Orchester
- 1969 Streams in the Desert für Chor und Orchester
- 1970 The Mystic Trumpeter für Sprecher, Chor und Orchester
- 1976 New Land, New Covenant Oratorium

### Bühnenwerke
- 1919 California Forest Play of 1920 opus 16, für Solisten, Chor, Tänzer und Orchester
- 1933 Merry Mount opus 31, Oper, – Libretto: R. L. Stokes nach Nathaniel Hawthorne